# Trouble in Lumpy Space
Trouble in Lumpy Space (Problemas en el Espacio Grumoso en Hispanoamérica, Apuros en el Espacio Bultos en España) es el segundo episodio de la Primera temporada de Hora de Aventura. También marca la primera aparición de la Princesa Grumosa.

## Trama
Finn y Jake están en la ceremonia de té con malvaviscos con la Dulce Princesa, cuando Finn y Jake se caen de los malvaviscos la Princesa Grumosa dice que es fácil y le dice que es porque está flotando y ella deja de flotar y cae mordiendo a Jake en la pierna y se le hincha. La Princesa Grumosa dice que es la fase inicial de los grumos y Finn se los intenta de sacar a los golpes. La Dulce Princesa interviene y le pregunta si hay algún antídoto y le responde que si pero esta en el Espacio Grumoso y lo tiene que tomar antes del anochecer. Se dirigen al portal que es una rana y un hongo que se los come y los lleva al Espacio Grumoso. La Princesa Grumosa le muestra su casa y llegan sus padres en el auto. Ellos empiezan a discutir y después les pide el auto para buscar el antídoto y se lo prohíben porque le dijo: ¡¡¡Que te calles Mamá!!!. Finn le pregunta si conoce a alguien más con auto y llama a Melissa (su amiga que sale con su exnovio) que le dice que es el gran baile semanal haciendo que la Princesa se distraiga. Finn le saca el celular e imita a la voz de la Princesa Grumosa para que los lleve donde esta el antídoto. Al llegar Melissa se suben al auto y Jake empieza a tener cambios de humor y llegan a la casa de Brad (el exnovio). Después van al pináculo donde se encuentra el antídoto. Finn y Jake se encuentran con los que tienen el antídoto, cuando se lo prestan la Princesa aparece y los tres grumosos se llevan el antídoto. Finn se enfada con la Princesa haciéndola llorar y se va. Jake se termina de convertir en grumoso y se van en el auto dejando a Finn en el pináculo y empieza a gritar. Los tres grumosos al ver la ira de Finn le dan el antídoto y le dicen que para que funcione se debe sentar en el, luego uno lo muerde para que flote en el vacío. Al llegar a la fiesta intenta de convencer a Jake que se siente en el antídoto, pero no lo logra y Finn se convierte en grumoso. Finn dice que no le dará el antídoto haciendo que Jake se lo quite y se siente y deja de ser grumoso. Jake le pide a Finn que se siente, pero corre chocando con un grumoso y se desmaya. Al despertar ya no es grumoso y se disculpa con la Princesa y terminan bailando.

## Personajes
Personajes Principales
- Finn.
- Jake.
- Princesa Grumosa (Debut)

Personajes Menores
- Dulce Princesa.
- Princesa Hot Dog (Cameo) (Debut).
- Gente Grumosa (Debut).

- Melissa (Debut).
- Brad (Debut).
- Reyes del Espacio Grumoso (Debut).
- Monty (Debut).
- Gafas (Debut).
- Lenny (Debut).

- Portal al Espacio Grumoso (Debut)
- Caracol

- Datos: Q6087016